# Công thái học
Công thái học (hay môn học về yếu tố con người, tiếng Anh: ergonomics, phiên âm Ơ-go-no-míc) là một môn học về khả năng, giới hạn của con người. Từ đó có thể tăng khả năng và tối ưu hóa điểm mạnh của con người, hay để bù trừ khiếm khuyết, để bảo vệ điểm yếu.

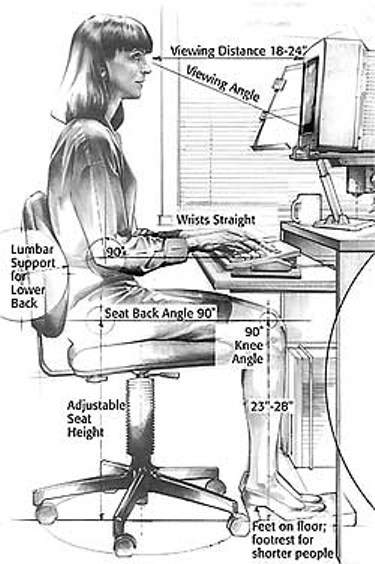
Tư thế đúng khi làm việc bằng máy tính.

Các kết quả nghiên cứu của môn học này có thể được ứng dụng làm cơ sở để tổ chức một cách khoa học quá trình lao động, duy trì khả năng lao động của con người được lâu dài ở mức cao; hay để xác định tính phù hợp với công việc, hệ thống máy móc thiết bị, sản phẩm và môi trường với các khả năng về thể lực, trí tuệ và cả với những hạn chế của con người.
Hội Ecgonomi quốc tế (IEA) định nghĩa về Ecgonomi như sau:
Ecgonomi (hay các yếu tố con người) là một ngành khoa học liên quan đến việc nghiên cứu sự tương thích giữa con người và các yếu tố khác của hệ thống và công việc bằng cách áp dụng lý thuyết, các nguyên tắc, các số liệu và các phương pháp để thiết kế nhằm đạt được tối ưu hoá lợi ích của con người và hiệu quả hoạt động chung của toàn hệ thống.

## Lịch sử
Từ buổi hái lượm và săn bắn, con người đã nhận thức được sự hạn chế của mình để tạo ra các công cụ lao động sao cho phù hợp (dùng que để chọc hái, tấn công và săn bắn; dùng đá để lấy lửa sưởi ấm và làm chín đồ ăn...)
Từ đầu thế kỷ XX đến trước chiến tranh thế giới thứ II: Thời kỳ áp dụng triệt để chủ nghĩa Taylor và các ứng dụng kỹ thuật nhằm nâng cao tối đa năng suất và cường độ lao động. Tuy nhiên hệ thống này không hiệu quả vì đã bóc lột sức sản xuất đến cùng kiệt, làm mất khả năng tái sản xuất. Hơn thế nữa nó đã đi ngược lại với mục đích nhân đạo của lao động, đảm bảo sức khoẻ và phát triển nhân cách hài hoà trong lao động của Ecgônômi.
Từ thế chiến thứ II đến cuối thế kỷ XX: giai đoạn phát triển các nghiên cứu liên ngành nhằm tìm kiếm các phương tiện tối ưu hơn cho hoạt động của con người, đồng thời tìm ra những giới hạn về khả năng của họ. Với phương châm kết hợp khéo léo các khoa học kỹ thuật với khoa học về con người và hoạt động lao động, nhằm nâng cao hiệu quả kinh tế của các hoạt động lao động và sản xuất, rút ngắn khoản cách giữa lý thuyết với thực tế. Với đòi hỏi cấp bách phải "làm cho công việc phù hợp với con người".
Những năm đầu thế kỷ XXI: Nghiên cứu hoàn thiện Ecgônômi/ Yếu tố con người nhằm tạo ra những phương tiện tối ưu cho con người được thực sự vui chơi giải trí trong thời gian nhàn rỗi để phục hồi sức sản xuất...

## Phân ngành
Nghiên cứu Ecgônômi/ Yếu tố con người giúp ta hiểu hơn về các môn khoa học liên quan đến con người.

### Tâm sinh lý lao động
Môn này nghiên cứu các hoạt động sản xuất cụ thể, các đặc điểm sinh lý và sử dụng một cách hợp lý việc tổ chức lao động bằng cách cải thiện trạng thái sinh lý của người lao động nhằm duy trì khả năng lao động của con người được lâu dài ở mức cao:
- Loại hình công việc: mỗi loại công việc khác nhau gây một gánh nặng lao động khác nhau;
- Đối tượng lao động: ảnh hưởng của lứa tuổi, về giới tính, về thể trạng của cơ thể và chế độ dinh dưỡng;
- Phản ứng của cơ thể: khi có tác động của gánh nặng lao động cơ thể có các loại phản ứng của hệ tim mạch; phản ứng về tâm sinh lý của con người trước màu sắc, chiếu sáng và các vật liệu gây phản cảm...

Từ đó có một chế độ lao động - nghỉ ngơi và chế độ dinh dưỡng hợp lý.

### Cơ sinh học
Từ những đặc điểm cơ học của con người đến ứng dụng trong sản xuất và đời sống;

### Nhân trắc học Ecgônômi
Nhân trắc học có tính đến không gian chiếm chỗ, đặc biệt trong thiết kế áp dụng 3 nguyên tắc vàng sau:	
- Khi thiết kế những kích thước liên quan đến vùng với tới: lấy theo ngưỡng người thấp 5%;
- Khi thiết kế không gian choán chỗ: lấy theo ngưỡng người lớn 95%;
- Kết hợp chặt chẽ khả năng điều chỉnh nếu có thể.

Đây là cơ sở khoa học quan trọng mà Ecgônômi/ Yếu tố con người mang lại cho chúng ta trong công tác thiết kế và sản xuất.

## Ứng dụng
Ngày nay các sản phẩm phục vụ cho con người ngoài những công năng và tính tiện ích của nó, còn có cả các yếu tố về tính nhân bản (các rô bốt, các linh kiện điện tử, các phương tiện đi lại...), các yếu tố thẩm mỹ (màu sắc, mẫu mã...) và nhân trắc học Ecgônômi...
Trong thiết kế, sản xuất: tăng tính hiệu quả và công năng của các công trình (các công trình phải được thiết kế gần gũi với con người hơn), các sản phẩm (phải mang tính nhân bản cao). Tăng thuận lợi và tiện nghi cho người lao động, tăng năng suất lao động, nâng cao tay nghề cho công nhân, giảm tổn thất cho thiết bị, giảm tình trạng phải làm lại...
Từ các sản phẩm như các rôbốt, các linh kiện điện tử, các ứng dụng của công nghệ thông tin... hay hàng tiêu dùng (bàn, tủ, chén đĩa,...) đến các phương tiện vận chuyển (ghế ngồi trong các chuyến bay dài, ghế ngồi trong các phương tiện đi lại công cộng... đều nhằm mục đích tăng tính thoả mãn và thuận tiện cho con người, giảm mức tổn thương và bệnh tật...
Trong sắp xếp, tổ chức và quản lý lao động: giảm bớt các nguy cơ về an toàn và y học trong lao động, nâng cao hiệu quả lao động, cải thiện quan hệ lao động...